# 휴전 6.25
《휴전 6.25》는 한국방송공사 1TV 특집드라마이다.

## 제작진
- 극본 : 윤혁민
- 연출 : 한정희

## 출연진
- 강계식
- 곽경환
- 기정수
- 김성겸
- 김세윤
- 김하림
- 민지환
- 박근형
- 백준기
- 박용식
- 서상익
- 유순철
- 이두섭
- 이성웅
- 이치우
- 임병기
- 정해창
- 황범식